# Нико као ми
Нико као ми је назив првог албума фолк певачице Мире Шкорић. Објављен је као ЛП и касета у издању Дискос-а 1988. године. Композитор свих песама и продуцент албума је Драган Александрић.

## Песме на албуму
1. Хеј, Драгане
2. Еј, Јово, дангубо
3. Нико као ми
4. Завршимо причу
5. Грешниче мој
6. Јој, шта ћу јој
7. Баш си згодан, малени
8. Мало смо заједно[1]

## Информације о албуму
- Композитор, аранжер и продуцент: Драган Александрић
- Текстови: Миодраг Ж. Илић (Хеј, Драгане,Еј, Јово, дангубо, Нико као ми, Завршимо причу, Грешниче мој, Јој, шта ћу јој), Зоран Милојевић (Баш си згодан, малени), Зорица Ђуђић (Мало смо заједно)
- Пратећи вокали: Вера Нешић
- Хармоника: Драган Александрић
- Виолина: Зоран Живковић
- Фрула: Борислав Дугић
- Кларинет: Ђорђе Котларовски
- Перкусије: Јонуз Јонузовић
- Саксофон: Никола Стефанов
- Главна гитара: Драган Лабан
- Бас гитара: Братислав Дункић
- Ритам гитара: Светислав Томић
- Клавијатуре: Зоран Тутуновић
- Бубњеви: Дуле Тинтор
- Тон мајстори: Раде Ерцеговац, Веселин Малданер
- Фотографије: Зоран Кузмановић Муња